# زلاتان آلومروویچ
زلاتان آلومروویچ (صربی: Zlatan Alomerović؛ زادهٔ ۱۵ ژوئن ۱۹۹۱) بازیکن فوتبال اهل صربستان است.
از باشگاه‌هایی که در آن بازی کرده‌است می‌توان به باشگاه فوتبال بروسیا دورتموند، باشگاه فوتبال لخیا گدانسک، باشگاه فوتبال بروسیا دورتموند ۲، و باشگاه فوتبال کایزرسلاوترن اشاره کرد.